# Eurypteryx alleni
Eurypteryx alleni là một loài bướm đêm thuộc họ Sphingidae. Nó được tìm thấy ở Philippines, Sulawesi, Malaysia, Miến Điện, Thái Lan và có lẽ một phần Indonesia.
Chiều dài cánh trước là 38–40 mm. Nó rất giống với Eurypteryx falcata, nhưng tối hơn.

## Phụ loài
- Eurypteryx alleni alleni (the Philippines và Sulawesi)
- Eurypteryx alleni gigas Haxaire, 2010 (Malaysia, Burma, Thailand và probably part of Indonesia)